# Apremont (Ardennes)
Apremont je francouzská obec v departementu Ardensko v regionu Grand Est. Žije zde 120 obyvatel.

## Poloha obce
Obec leží  na jihovýchodě departementu Ardensko u trojmezí departementů Ardensko – Marne – Meuse. 

### Sousední obce
| Růžice kompasu |                    | Chatel-Chéhéry            | Exermont               | Růžice kompasu |
| Růžice kompasu |                    | Sever                     | Baulny (Meuse)         | Růžice kompasu |
| Růžice kompasu | Apremont           |                           | Baulny (Meuse)         | Růžice kompasu |
| Růžice kompasu | Jih                |                           | Baulny (Meuse)         | Růžice kompasu |
| Růžice kompasu | Binarville (Marne) | Vienne-le-Château (Marne) | Montblainville (Meuse) | Růžice kompasu |

## Vývoj počtu obyvatel
Počet obyvatel 